# Онохино
Онохино — село в Тюменском районе Тюменской области.

## Географическое положение
Онохино расположено к югу от Тюмени, на правом берегу реки Пышмы, которая протекает с северной стороны села. С юго-восточной стороны Онохино расположен левый берег реки Цынги, которая впадает в Пышму чуть ниже села по течению. Юго-западная часть села ограничена автодорогой Успенка — Червишево — Богандинский.

## История
Точной даты основания Онохина не установлено, но уже в 1623 году в Дозорной книге Тюменского уезда был указан двор семьи Филиппа Карташева, в которой проживал в том числе, и его старший сын Онох, которому после смерти отца отошла деревня. Первое название деревни "Карташева" не закрепилось в обиходе, и позднее деревню стали называть по его имени. В 1700-м году в Переписной книге Тюменского уезда в деревне Онохина перечислены уже 37 дворовых хозяйств, а в соседнем селе Спасском 41 двор. В результате слияния в 1930 году этих двух населённых пунктов – села Зырянское (оно же в разные годы село Пышминское и село Спасское) и деревни Онохина образовалось нынешнее село Онохино. 
Первое время основой продовольствия местных жителей была рожь. Кроме того, крестьяне сеяли овес, лен, коноплю. Из тщательно обработанного льна ткали холсты, из конопли вили веревки. В середине XIX века на реке Пышме купцом 2-й гильдии В.А. Волчихиным построена высокопроизводительная мельница. В начале XX века построен небольшой маслозавод, куда жители деревень сдавали излишки молока.
В 1924-1930 гг. на территории Онохинского   сельсовета   осуществляли свою деятельность Онохинское сельскохозяйственное кооперативное товарищество огнестойкого строительства «Батрак», Зырянское потребительское общество, Онохинская промыслово-кооперативная артель охотников и рыбаков,  товарищества по совместной обработке земли «Коминтерн», «Кооператор», мукомольная артель.  
В феврале 1929 года учреждён колхоз «Коминтерн». За долгие годы работы он подвергался различным реорганизациям: его объединяли с колхозами «Путь Ленина» (д. Головино), им. Куйбышева, в 1959 году переименовали в колхоз им. ХХI съезда КПСС. В 1961 году это уже совхоз, одно время входил в состав Боровской птицефабрики, затем стал отделением совхоза «Червишевский», после — утководческий совхоз «Пышминский», и наконец – птицефабрика «Пышминская», которая переходит на производство куриных яиц и мяса, традиционно выращивает зерновые. Одно из ведущих хозяйств птицеводческой отрасли Тюменской области построило здесь благоустроенные многоквартирные дома, объекты социально-культурной сферы.

## Инфраструктура
На территории Онохинского МО расположена производственная база ЗАО «Птицефабрика «Пышминская», которую от села Онохино отделяет автодорога «Богандинка-Червишево-Чаплык». Вторая часть производственной базы ЗАО «Птицефабрика «Пышминская» расположена в восточной части села Онохино, При въезде в село по направлению в центр села расположены амбулатория, МУЖЭП села Онохино, администрация Онохинского муниципального образования, котельная, пожарное депо. В центре села на пересечении улиц Мира, Центральная, Касьянова расположен исторически сложившийся общественный центр со зданиями культуры и образования. Объекты соцкультбыта: Дом культуры, средняя школа, детская школа искусств, детский сад, библиотека, отделения «Почты России» и Сбербанка.
На территории Онохинского муниципального образования в районе деревни Головина залегают белые пески, а также глины отличного качества, есть возможность их промышленной разработки. 
Деревня Головина находится в живописном месте, среди сосновых лесов. Местные жители издревле занимались хлебопашеством, рыболовством, птицеловством, деланием глиняной и деревянной посуды, тканьем сит,  а также продажей сена и дров.
Леса и берег реки Пышмы — замечательная зона отдыха, в которой за рекой Пышма расположены центр семейного отдыха «Тайга» и ДОЦ «Радуга».
Местные достопримечательности: парковая зона, спортивная площадка, спортивный корт.